# Daniel Lemos
Daniel Soares de Sousa Lemos (* 5. Januar 1990 in Sobradinho, Distrito Federal do Brasil), genannt Daniel Lemos ist ein brasilianischer Fußballspieler. Er spielte zuletzt bei Operário Ferroviário Esporte Clube (Paraná).

## Sportlicher Werdegang
Daniel Lemos kam mit 18 Jahren im Juli 2008 vom brasilianischen Verein Grêmio Porto Alegre zum FC Ingolstadt 04, wo er einen Vertrag bis 2011 unterschrieb. Am 24. August 2008 gab er mit der Einwechslung in der 75. Minute für Ersin Demir sein Zweitligadebüt. Das Spiel ging mit 2:1 gegen Rot-Weiß Oberhausen verloren. 2009 verließ er den Verein.